# Защук, Иосиф Иосифович
Иосиф Иосифович Защук (1845—1918) — генерал-лейтенант, военный писатель и журналист.

## Биография
Иосиф Защук родился в 1845 году в семье отставного майора Иосифа Семеновича Защука и его жены Анны Казимировны Галковской, где было ещё три сына: Александр (генерал-майор, участник Крымской войны, военный статистик), Леонид (генерал-лейтенант, участник русско-японской войны), Константин (служил по ведомству путей сообщения).
Образование получил в Новгородском и Павловском кадетских корпусах и Павловском военном училище, из которого в 1864 году он был произведён в подпоручики в Санкт-Петербургский лейб-гвардии полк. После шести лет службы в полку Защук перешёл на преподавательскую работу в Павловское военное училище и затем занимал последовательно должности: командира 20-го стрелкового батальона, начальника Казанского пехотного юнкерского училища, командира 6-го гренадерского Таврического полка, окружного дежурного генерала штаба Варшавского военного округа, начальника 48-й пехотной резервной бригады и начальника той же пехотной дивизии, после чего вышел в отставку.
В № 2 «Военного сборника» за 1881 г. была помещена первая статья Защука по поводу пересмотра устава о службе в гарнизоне, которая обратила на него внимание, и он стал постоянным сотрудником «Русского инвалида». Кроме того, Защук сотрудничал в газетах «Порядок», «Новое время» и «Голос правды» и в военных журналах «Разведчик», «Офицерская жизнь» и «Витязь», помещая в них статьи преимущественно по стрелковому обучению, о правах военнослужащих, по быту войсковых частей, их хозяйству и тому подобному. Защук был также членом комиссий: по реформе юнкерских училищ, по расширению прав начальствующих лиц и сокращению переписки, по довольствию войск и других.
В русской императорской армии были очень известны и популярны выдержавшие немало изданий, переработанные и исправленные Защуком справочные издания: «Руководство для адъютантов» Зайцева (12 изданий), «Руководство для заведующих хозяйством» Ульянова (11 изданий), «Служебная книжка офицера» Гофмана (15 изданий), «Хозяйство в роте» (13 изданий), «Правила и программы для поступления вольноопределяющимися и в военные училища» (23 издания); «Правила и программы для производства в классный чин» (11 изданий) и многие другие. И. И. Защук также был сотрудником «Военной энциклопедии» Сытина.
Его сын, Иосиф Иосифович Защук-младший (1882 — ?), во время Первой мировой войны в чине полковника был начальником штаба 3-й гвардейской пехотной дивизии, в 1918 году добровольно вступил в РККА и воевал против Деникина и Врангеля. Был начальником штаба Южного фронта и 11-й стрелковой дивизии. В мае 1924 года арестован по групповому делу офицеров, приговорён к 3 годам ссылки и отправлен в Тобольск. Весной 1925 года переведен в село Кондинское.